# 刁培萼
刁培萼（1927年11月19日—2014年1月8日），男，江苏人，中国教育学家。南京师范大学教育科学学院教授。主要从事教育哲学，教育文化学与农村教育学研究。

## 生平
1927年生。籍贯江苏泰县（今姜堰市）。1953年毕业于原南京师范学院教育系学校教育专业，后留校在党政部门工作。改革开放后担任南京师范大学教育科学学院教授。1989年退休。2014年1月8日去世。
夫人吴也显也是教育学家。

## 作品
曾任全国教育哲学专业委员会副主任。编著《马克思主义教育哲学》（1987年）、《农村教育学》（1989年）、《农村儿童发展与教育》（1993年）、《教育文化学》、《农村社会主义精神文明建设基础工程》（1998年）、《教育文化学通论》等。专著《追寻发展链：教育的辩证拷问》。